# Augustin Dahlsteen
Augustin Dahlsteen, född 1720 i Stockholm, död efter 1767, var en svensk ornamentsmålare.
Han var son till hökaren och krögaren Nils Dahlsteen och Helena Ahlbom.
Dahlsteen var i slutet av 1730-talet anställd vid slottsbygget i Stockholm. Han var inskriven som gesäll hos Johan Pasch 1741-1743. Dahlsteen reste utomlands och vistades delar av 1743 i Kassel. I slutet av 1750-talet var han verksam i Riga för att 1767 arbeta i S:t Petersburg. Bland hans arbeten märks 17 etsningar med mans- och kvinnohuvuden som utgavs som Casselische Nebenstunde 1754 och en svit om 50 etsningar med Russische Trachten und Ausrufer in S:t Petersburg. Dahlsteen är representerad vid Nationalmuseum med fyra etsningar.  